# Ludwik Sawicki (archeolog)

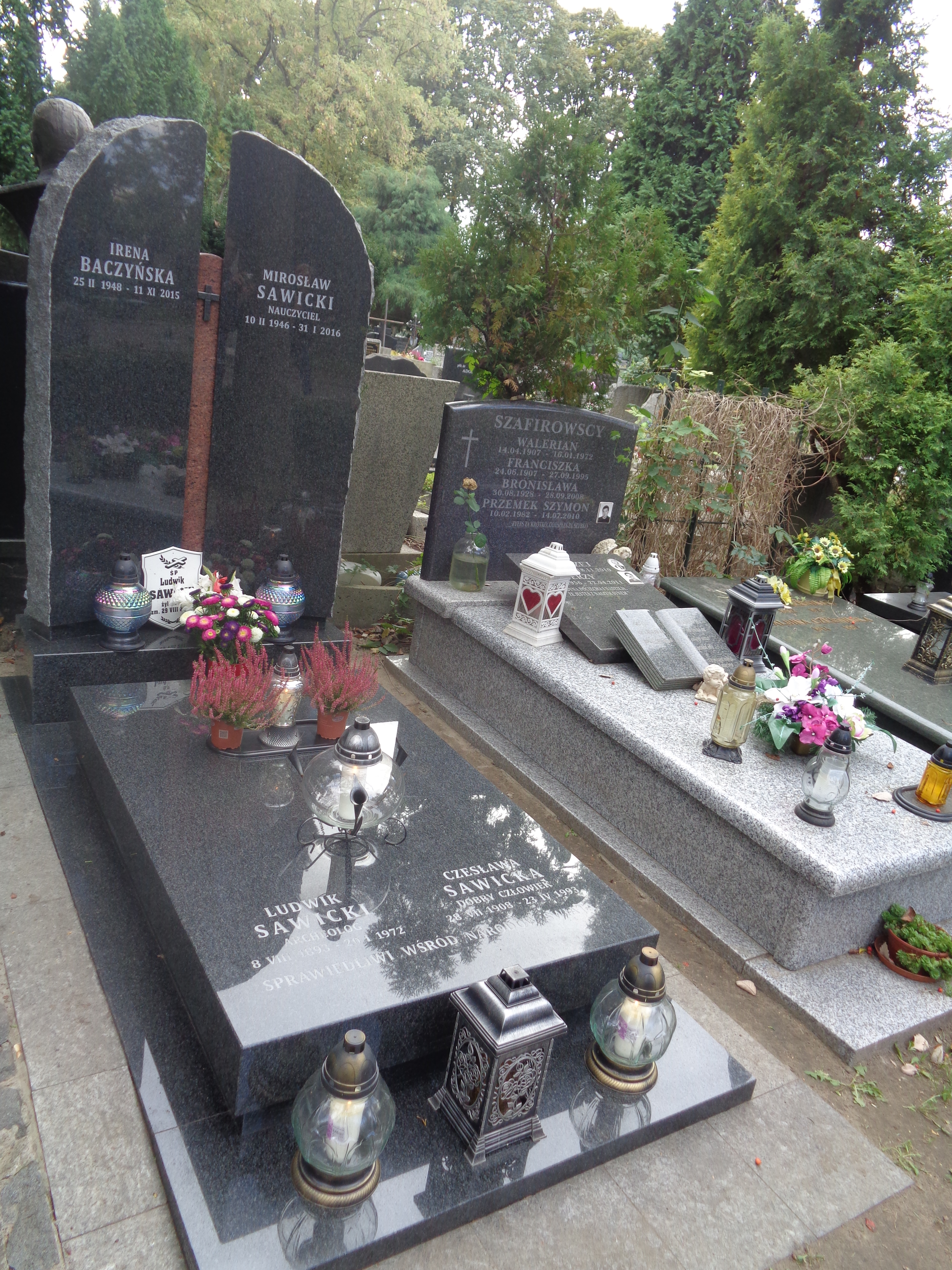
Grób Mirosława i Ludwika Sawickich na cmentarzu Wojskowym na Powązkach

Ludwik Sawicki (ur. 8 sierpnia 1893 w Warszawie, zm. 20 stycznia 1972 tamże) – polski archeolog samouk, specjalista z zakresu badań paleolitu, geomorfologii i stratygrafii plejstocenu.

## Życiorys
Urodził się 8 sierpnia 1893 w Warszawie, w rodzinie Ludwika, robotnika fabrycznego-metalowca, i Serafiny z Górniewiczów. Miał dwie siostry i brata. Niezbędne wykształcenie w zakresie szkoły średniej i wyższe zdobywał samodzielnie. W 1907 był współzałożycielem nielegalnego „Koła przyrodników z Woli”. W latach 1909–1912 pracował w Warszawskim Syndykacie Rolniczym jako praktykant biurowy. Od 1 stycznia 1913 do 15 lipca 1915 był kustoszem Muzeum Polskiego Towarzystwa Krajoznawczego w Warszawie. W 1914 z ramienia Muzeum Archeologicznego Erazma Majewskiego w Warszawie przeprowadził samodzielne badania naukowe w okolicach Ostrołęki oraz we wsi Potyry w powiecie płońskim. Od lipca 1915 do czerwca 1916 przebywał na terenie powiatu wołożyńskiego, gdzie prowadził akcję ratowania zabytków kultury i sztuki. Następnie zajmował stanowisko zastępcy kierownika Wydziału Opieki nad Zabytkami Sztuki i Kultury przy Komitecie Polskim w Moskwie. Od września 1916 do sierpnia 1918 prowadził badania terenowe i gromadził zbiory etnograficzne w północnej Mongolii i Mandżurii. Podczas pobytu w Harbinie pracował w wydziale technicznym miejscowego magistratu. Po powrocie do kraju, w latach 1918–1920 pracował jako nauczyciel przyrody w Państwowej Szkole Zawodowej w Warszawie. W 1920–1921 nauczał przyrody i geografii w II Miejskim Gimnazjum Męskim. W 1921 został powołany na stanowisko kustosza Muzeum Archeologicznego im. E. Majewskiego Towarzystwa Naukowego Warszawskiego, które sprawował do maja 1922. Następnie do 1 marca 1928 pełnił funkcję Państwowego Konserwatora Zabytków Przedhistorycznych na Województwa Wschodnie. W 1938 objął stanowisko kierownika działu badań czwartorzędowych w Państwowym Instytucie Geologicznym w Warszawie, które sprawował do wybuchu II wojny światowej.
Podczas okupacji niemieckiej, do wybuchu powstania warszawskiego, zarobkował tkactwem uprawianym w domu. Po upadku powstania został wywieziony z rodziną do obozu w Pruszkowie, a następnie do Słomnik.
Od 1945 do 1949 dyrektor warszawskiego Państwowego Muzeum Archeologicznego. W 1954 otrzymał stanowisko kierownika Zakładu Paleolitu Instytutu Historii Kultury Materialnej Polskiej Akademii Nauk. Wielokrotnie kierował pracami archeologicznymi, publikował liczne felietony i prace dydaktyczno-popularnonaukowe. Wykładał na Uniwersytecie Warszawskim. Należał do Polskiej Partii Robotniczej.
29 października 1947 odznaczony Krzyżem Oficerskim Orderu Odrodzenia Polski, członek honorowy Polskiego Towarzystwa Geologicznego.
W 1915 ożenił się z Ireną z domu Scheur. Nie mieli potomstwa.
Zmarł w Warszawie. Został pochowany na cmentarzu Wojskowym na Powązkach (kwatera B32-20-5).